# Жак Берлє
Жак Берлє (фр. Jacques Beurlet, 21 грудня 1944, Марш-ан-Фамен — 26 вересня 2020, Марш-ан-Фамен) — бельгійський футболіст, що грав на позиції захисника.
Виступав за «Стандард» (Льєж), з яким став чотириразовим чемпіон Бельгії та дворазовим володарем Кубка Бельгії, а також національну збірну Бельгії, у складі якої був учасником чемпіонату світу 1970 року.

## Клубна кар'єра
У дорослому футболі дебютував 1961 року виступами за команду «Стандард» (Льєж), кольори якої і захищав протягом усієї своєї кар'єри гравця, що тривала чотирнадцять років. Більшість часу, проведеного у складі «Стандарда», був основним гравцем захисту команди. За цей час чотири рази виборював титул чемпіона Бельгії і двічі поспіль Кубок Бельгії в 1966 і 1967 роках.

## Виступи за збірну
24 квітня 1968 року дебютував в офіційних матчах у складі національної збірної Бельгії в товариській грі проти СРСР (0:1). Загалом протягом кар'єри у національній команді, яка тривала 2 роки, провів у її формі 3 матчі.
Згодом у складі збірної був учасником чемпіонату світу 1970 року у Мексиці, але на поле вже не виходив.
Помер 26 вересня 2020 року на 76-му році життя у місті Марш-ан-Фамен.

## Титули і досягнення
- Чемпіон Бельгії (4):

«Стандард» (Льєж): 1962–63, 1968–69, 1969–70, 1970–71
- Володар Кубка Бельгії (2):

«Стандард» (Льєж): 1965–66, 1966–67